# Valea Seacă, Călărași
Valea Seacă este un sat ce aparține orașului Lehliu Gară din județul Călărași, Muntenia, România. Localitatea nu mai era locuită la recensământul din 2002, dar există oficial în legea administrației publice din România.